# Engeltofta

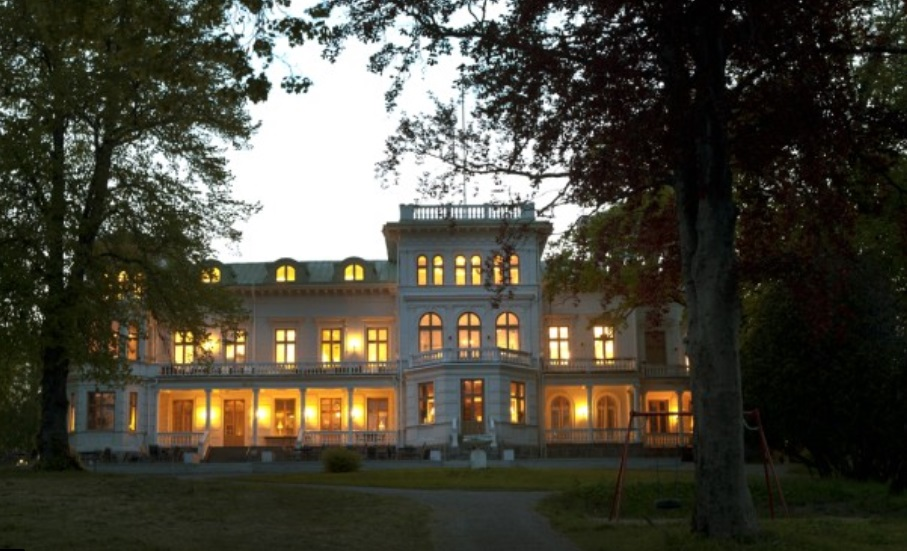
Engeltofta herrgård

Engeltofta är en slotts- eller herrgårdsliknande anläggning byggd i sten med altaner och torn (engelsk villastil med nyantika drag) som ligger på Norrlandet (Bönakusten) vid Yttre fjärden utanför Gävle. Huvudbyggnaden färdigställdes år 1882 efter ritningar av stadsarkitekt Erik Alfred Hedin. Svenska Turistföreningens vandrarhem och badpaviljongen är från omkring 1930–1940-talet. 
Utmed Bönakusten i Gävle finns ett flertal grosshandlarvillor, som väcker minnen av den storslagna grosshandlarepoken i Gävle. Idag bedrivs restaurang, hotell och konferens i Residenset på Engeltofta. Engeltofta är även en plats för stora festligheter som bröllop och studentbaler. Vid Engeltofta finns även havsbad, beachvolleyboll och minigolf.
Kring byggnaderna sluter sig en park med öppna gräsytor, stora lövträd, lusthus, trädgårdsmästarbostad och ångbåtsbrygga. Engeltoftaanläggningen ägdes tidigare av Gävle kommun och drevs bland annat som restaurang, men såldes vintern 2007 till privatpersoner som avser att fortsätta driva Engeltofta som en publik anläggning. 2013 uppfördes en hotellbyggnad i anslutning till residenset som har namnet Engeltofta Sea Lodge Hotell.

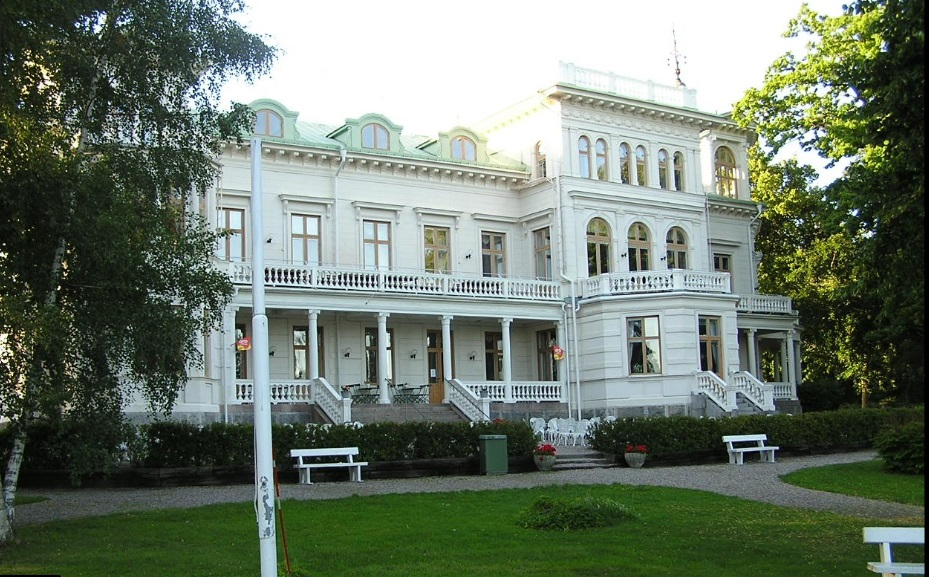
Engeltofta herrgård

## Ägarlängd
- Skomakare Jacob Södergren ägde marken vid Ängestofta.
- Grosshandlarparet Carl Gustaf (1776-1843) och Catharina Örn (1790-1870) förvärvade marken vid Ängestofta av Jacob Södergren (året är okänt). Under den här tiden uppförde Örns en större och två mindre byggnader på Engeltofta.
- Grosshandlare Bengt Gustaf Kronberg (1819-1901), köpte Engeltofta av grosshandlare Örn 1871 och byggde det ståtliga residenset 1882.
- Grosshandlare Erik Kronberg (son) (1870-1930), övertog Engeltofta efter sin mor Augusta 1905.
- Hilma Johansson Hammarin (1863-1946), förvärvade Engeltofta 1925. Hilma var en stor entreprenör i restaurangbranschen och ägde ett flertal restauranger i centrala Gävle.
- Oscar Zedrén (1890-1941), köpte 1933 Engeltofta, som fick namnet Grand Restaurant och Pensionat Engeltofta. Oscar Zedrén var även ägare till Grand Centralhotellet i Gävle, Centralhotellet i Bollnäs, Järnvägshotellet i Gävle och delägare i Furviksparken m.fl. verksamheter.
- SKF Arbetareförening förvärvade Engeltofta 1944. Engeltofta användes som semesterhem och pensionatsbyggnad byggdes till.
- Affärsmannen Sigvard Lindfors förvärvade Engeltofta 1980. Tanken var att skapa ett Konst- och kulturcentrum på Engeltofta.
- 1980 övertog Gävle kommun Engeltofta. Kommunen utnyttjade sin förköpsrätt.
- 2007 förvärvades Engeltofta av de nuvarande ägarna. 2013 byggdes Engeltofta Sea Lodge Hotell i anslutning till Residenset.

## Historia
1845 etablerade B G Kronberg den egna handelsrörelsen som handlade med spannmål, sill, kaffe, socker, falu rödfärg mm. Till handelshuset hörde också mälterier belägna på Stora Holmen i Gävle med tillverkning av svagdricksmalt, som sedermera utökades med lageröls- och pilsnermalt. Bryggeriindustrin var i slutet av 1800-talet omfattande och efterfrågan av malt var stort och företagets omsättning ökade år från år. B G Kronberg var även ledamot av stadsfullmäktige, drätselkammaren och fattigvårdstyrelsen. 1882 lät B G Kronberg uppföra Residenset som representationsbostad och sommarnöje. B G Kronberg var gift med Augusta Lindh från Falun. De gifte sig den 23 juni 1869 och fick sonen Erik 1870. Makarna startade även ett barnsjukhus och ett pensionärshem och skänkte stora summor pengar till välgörenhet.